# 凱西灣
凱西灣是南極洲的海灣，位於恩德比地宇航員海沿岸，長68公里、寬58公里，該海灣在1956年被澳洲探險隊發現，該半島現時受南極條約管理。
67°30′S 48°0′E / 67.500°S 48.000°E